# Rüdiger Selig
Rüdiger Selig (Zwenkau, Saxònia, 19 de febrer de 1989) és un ciclista alemany, professional des del 2012 fins al 2024. El seu darrer equip fou l'Astana Qazaqstan Team.

## Palmarès en ruta
- 2010
  - Vencedor d'una etapa al Tour de Berlín
- 2011
  - 1r a la Binche-Tournai-Binche
  - Vencedor d'una etapa al Tour de Berlín
- 2013
  - 1r a la Volta Limburg Classic
- 2018
  - Vencedor d'una etapa a la Volta a Eslovàquia

### Resultats a la Volta a Espanya
- 2016. 156è de la classificació general
- 2020. 141è de la classificació general

### Resultats al Giro d'Itàlia
- 2017. 15è de la classificació general
- 2018. No presentat (6a etapa)
- 2019. 127è de la classificació general
- 2022. Abandona (9a etapa)

### Resultats al Tour de França
- 2017. 165è de la classificació general

## Palmarès en pista
- 2011
  -  Campió d'Alemanya en puntuació